# Historia de las instituciones en el Antiguo Egipto

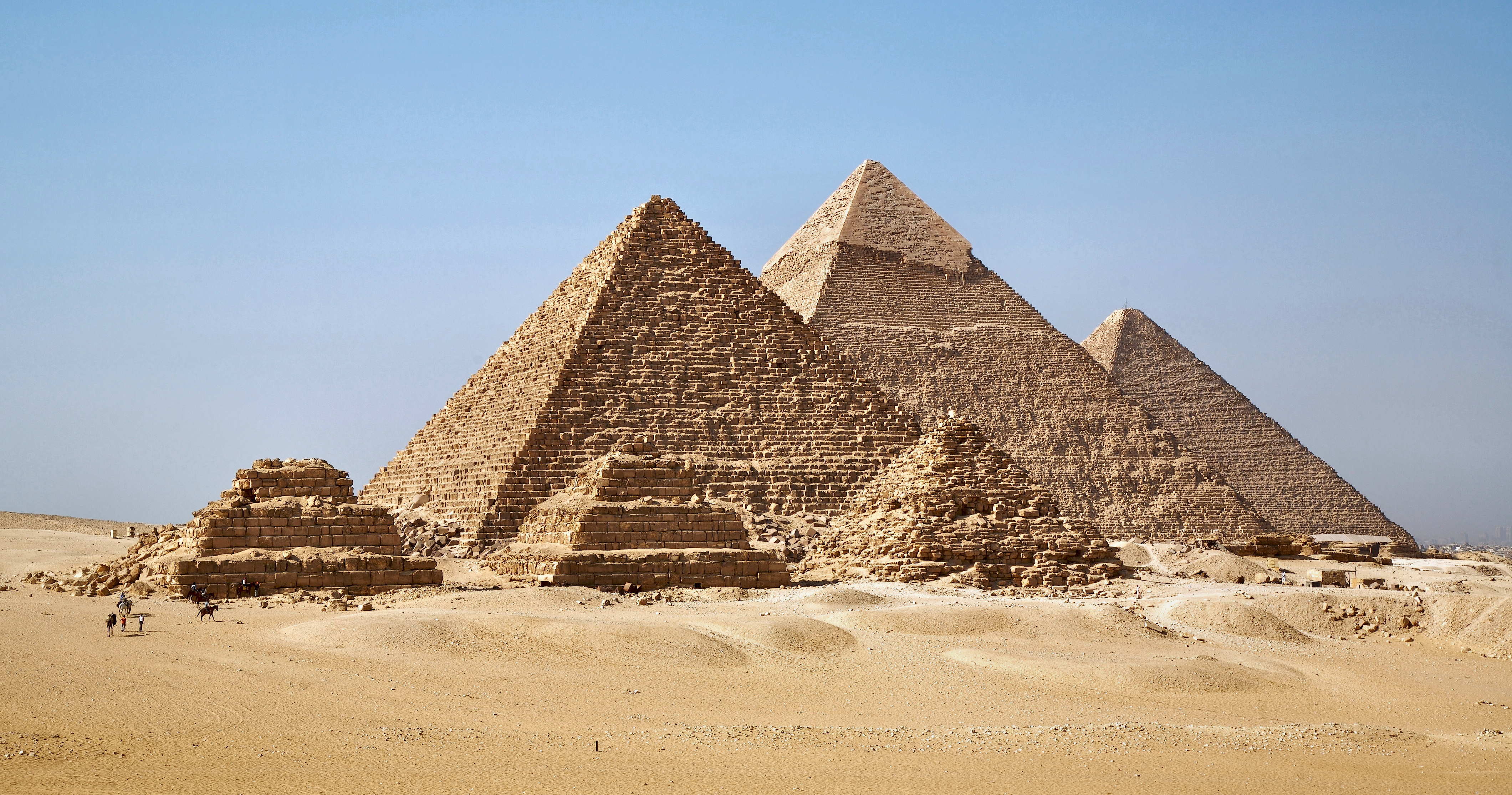
Pirámides de Keops, Kefrén y Micerinos, en Guiza (Egipto).

En Egipto todo giraba en torno al Nilo, que generaba los recursos fundamentales de una próspera sociedad agrícola. También se preocuparon por la vida en el Más Allá (Duat), ideando una rica mitología. El faraón, era el máximo responsable del Orden y la Justicia Universal (Maat), con instituciones a su servicio y para su culto tras su muerte.

## Grandes instituciones del Antiguo Egipto
La figura del faraón era el gran elemento simbólico que definía al Antiguo Egipto. Tienen un origen desconocido que hay que buscarlo en el proceso de formación de Egipto, con la unión del Alto y el Bajo Egipto, denominado comúnmente Las dos tierras. Las primeras dinastías de Tinis ya consideraban el origen divino de los faraones, identificándolos con Horus. En el Imperio Antiguo, tenemos la dinastía IV con los primeros faraones importantes de la historia, que siguieron identificándose con Horus, pero en la dinastía V los faraones aparecen nombrados como Hijos de Ra.
En realidad la creencia religiosa sale a reforzar y dar sustento al poder del faraón, haciendo que este sea un vástago de la deidad en la tierra, y como representante del dios, no gobierna el país. Esto supone que los faraones solo tenían un carácter sobrehumano, pero en realidad esto es observable más como una intención política a modo de propaganda para legitimar su ascensión al trono. Así, la reina Hatshepsut, de la Dinastía XVIII, elevada al trono, genera el relato oficial de la concepción divina, proclamando que el dios Amón visitó a su madre para engendrar a la futura reina. Por avatares históricos, existen épocas de menos brillo y los faraones tomaban una personalidad más humana. Si consideramos que la historia de Egipto abarca más de tres mil años, es entendible que se haya producido una transformación ideológica en la que el faraón pierde ciertos privilegios, aunque siguió siendo considerado el intermediario entre el pueblo y los dioses. El poder fluctuó en función de las coyunturas políticas. Las funciones del faraón eran la de máximo representante del estado desde una organización monárquica.
Era el primer guerrero del país, sumo sacerdote y "autor" de las obras públicas del país y todas estas actividades estaba bendecidas por los dioses y se aseguraba un reinado largo y próspero. El faraón era el único que construía Egipto. Existía un gran egocentrismo en torno al faraón y fruto de esto la pirámide de Keops, la más grande, muestra del poder del monarca y su personalidad sagrada.
Las actividades institucionales cotidianas del faraón eran: audiencias, nombramientos, entrega de recompensas, encuentros con los diplomáticos de potencias extranjeras. También se le atribuye la práctica de la caza como disfrute del tiempo libre. Hay faraones con gran actividad política exterior y otros que prefirieron preocuparse por los asuntos internos. Los más relevantes tienen un reconocimiento público como los verdaderos legisladores y reformadores y son seguidos por otros faraones de menor importancia. La residencia era el palacio y estaba en la capital, que no era siempre la misma conforme al desenvolvimiento histórico, la primera fue Tinis, en el Imperio Antiguo fue Menfis, donde se erigen anexos que acompañan a la residencia del faraón y estaban subordinados cumpliendo funciones administrativas; en el Imperio Nuevo la capital era Tebas, gran ciudad del Egipto imperial. En el reinado de Ajenatón la capital se traslada temporalmente a la ciudad Ajetatón (Amarna) para después ser trasladadas a Tebas, a Menfis y durante el reinado de Ramsés II a la ciudad de Pi-Ramsés en el delta oriental del Nilo.
Además del palacio de los faraones existían otro tipo de palacios gubernamentales, ceremoniales y residenciales con funciones específicas. Desde el Imperio Antiguo (2700 a. C.) estos palacios tienen un personal específico. La institución gubernamental estaba muy jerarquizada. Destaca el papel que se le da a las necrópolis reales, aunque el faraón estaba muerto sigue ejerciendo su poder y su tumba sigue siendo lugar de culto, pues era una morada para la eternidad y por esto la pirámide y sus lugares anexos contaban con todo lo necesario para perpetuar la vida eterna del faraón. Las primeras edificaciones funerarias fueron las mastabas, que se rodeaban de las sepulturas de sus familiares y luego evolucionaron a complejos mayores. El papel de la familia era muy importante. Estas evolucionaron a pirámides que son espectaculares, algunas de forma variada, y contaban con templos anexos para mantener el culto al rey muerto a través de una serie de sacerdotes, cuidadores y oficiantes. Se evocaba el culto al Sol, especialmente en el Imperio Antiguo en el templo Solar.

### Los órganos de poder del faraón

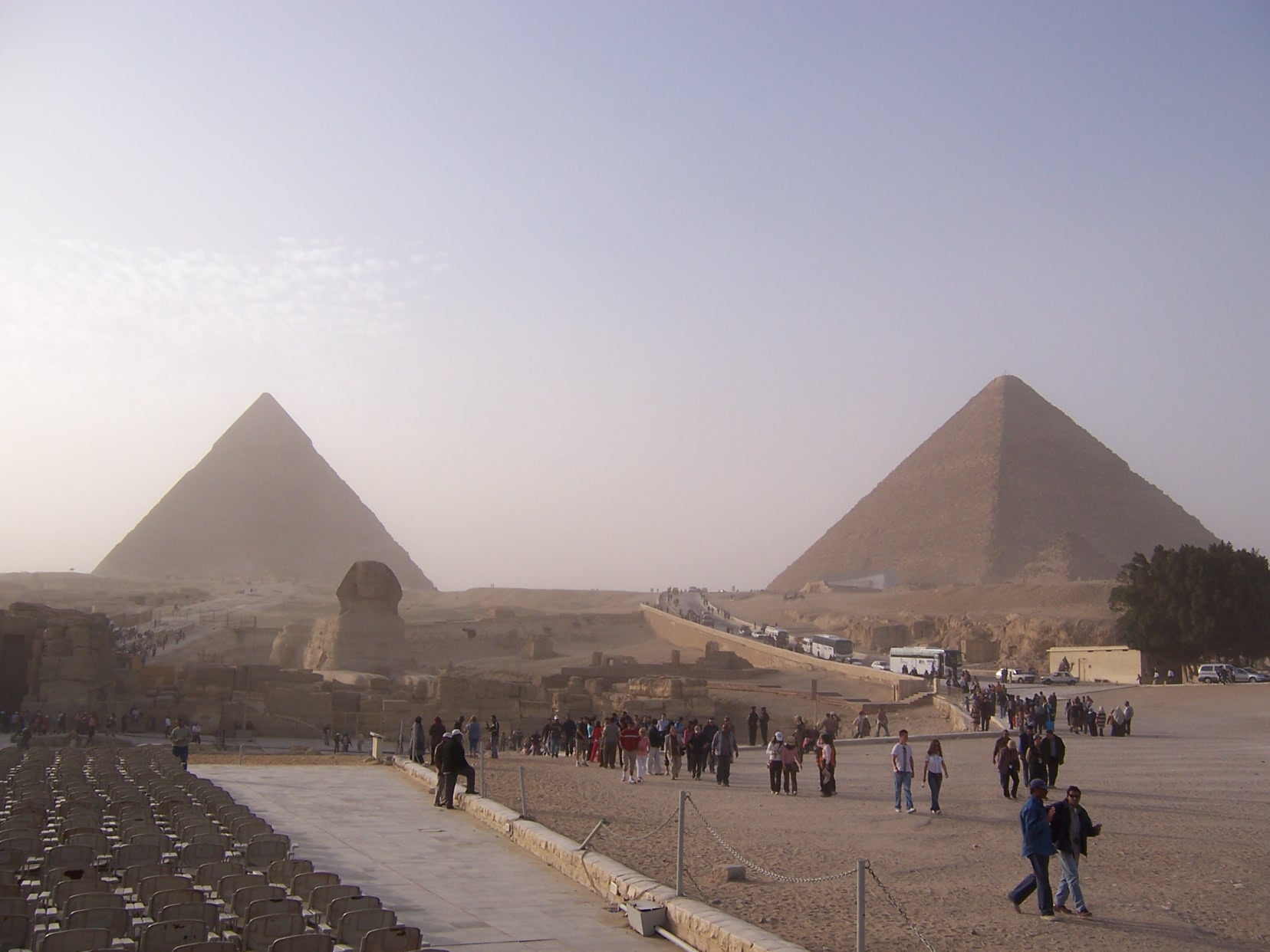
Pirámides de Guiza.

#### Función legislativa
A menudo, la capacidad legislativa se delegaba en cargos inferiores. Se dieron leyes para regular las relaciones sociales que trataban de la organización administrativa, la gestión y el gobierno, economía, reglamentación y división del trabajo, reglamentación de impuestos y tributos y el código de leyes. Además el faraón promulgó una serie de derechos y decretos reales como nombramientos de funcionarios, promociones, sustituciones, anuncios de recompensa, etc.

#### Función ejecutiva
Residía en otras estructuras, el reparto de poderes es fluctuante. El poder ejecutivo residía en una casta de altos funcionarios que cumplían y hacían cumplir las leyes y solían ser familia del faraón o designados por él y disponían de grandes poderes. El funcionario más importante era el "chaty" (visir) que era un primer ministro que estaba justo por debajo del faraón y era designado por este. Este chaty era un ejecutor de tareas del gobierno, era la cabeza de la función administrativa. En el Imperio Antiguo acumulaba amplias atribuciones en el ámbito social, trabajo, agricultura, finanzas... En el Imperio Nuevo el visir adquirió prerrogativas militares. Otros altos funcionarios dependían estrictamente del faraón y no estaban controlados por el chaty.
El reparto del poder no solo se extendió a la capital sino que también tiene una extensión a las provincias que coordina y controlaba el chaty dentro de un modelo jerarquizado. A lo largo del II milenio a. C. se detecta una mejoría en la gestión con la desaparición de antiguos cargos y la aparición de nuevos y el fortalecimiento de la figura del visir que controlaba a los funcionarios provinciales, a los funcionarios de la residencia real y a los administradores imperiales.
La política exterior era una esfera específica del faraón que controla todas las expediciones externas y la diplomacia, aunque también delegaba sus responsabilidades a terceros que dependían directamente del faraón. Estos colaboradores eran de tres tipos:
- Canciller del dios para todo lo militar.
- Encargados de misiones especiales.
- Administradores de territorios ocupados o gobernados por Egipto.

El visir era elegido y nombrado por el faraón y a menudo son familiares o serán familia más tarde. Normalmente los primogénitos del faraón eran los mejor situados para el cargo de chaty, pero esto no fue una regla común. Hay casos en que el faraón antes fue visir, como Sethy I. Sea como sea, el cargo lo acaparaban, además de la familia real, las familias acaudaladas.
El chaty, desde el Imperio Antiguo, se convirtió en el jefe de todos los trabajos del faraón, aparece nombrado como director de los seis tribunales, jefe supremo de los archivos reales, jefe supremo del doble granero y jefe supremo del doble tesoro.
Después de la dinastía V este título de jefe supremo de archivos reales se convirtió en título supremo y se tendió a la concentración de cargos en pocas manos. El visir gestionaba la mano de obra, los grandes trabajos del faraón, era encargado de aplicar los decretos reales, comprueban el catastro, control de la administración de justicia y control del comercio.
En la dinastía XII los visires desempeñaron funciones más propias del faraón, Sesostris I bajo el nombre de Montuhotep tuvo un gran papel siendo visir con atribuciones de faraón.
En el Imperio Nuevo se confirmaron las atribuciones del chaty de épocas pasadas, se introdujo más precisión en sus actividades, gestionó el patrimonio del estado y del faraón, administró justicia con los negocios y propiedades, recaudación de impuestos dentro y fuera del país, dirigía los archivos centrales, nombraba magistrados, jefes de policía... El visir había de rendir cuentas de todos los asuntos con el faraón.

### Los grandes cuerpos del estado

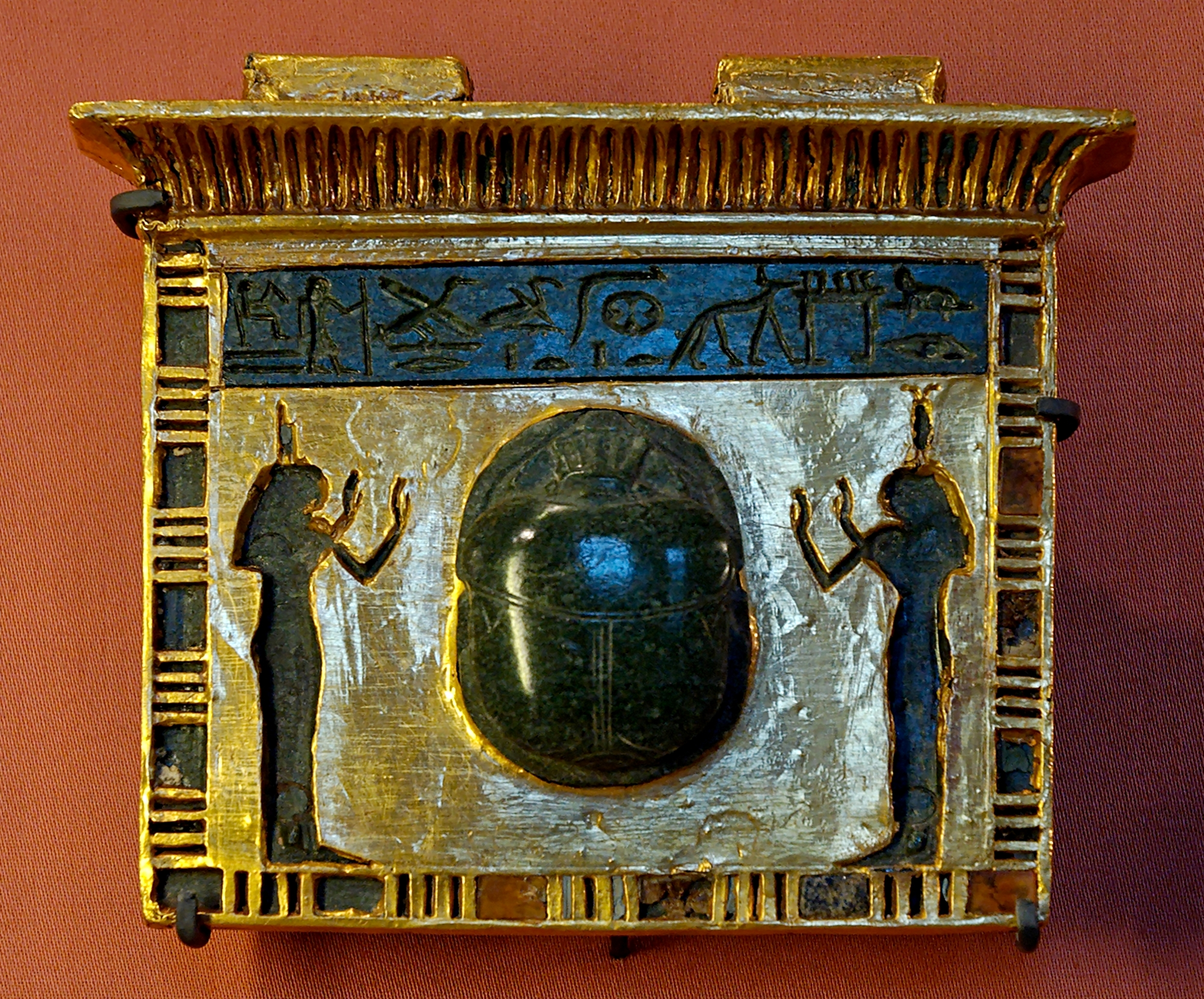
Amuleto egipcio, artículo de lujo normalmente destinados a ser portados por el faraón, su familia o personajes de alto rango.

- Los seis grandes tribunales: Eran órganos judiciales que tenían competencias generales, aunque fundamentalmente administrativas.
- Los trabajos del faraón: Se encargaba de la edificación de los grandes edificios, era un ministerio muy prestigioso. Además se encargaba de las obras públicas como la construcción de canales y su mantenimiento, y en la organización y realización de expediciones en busca de piedra para estatuas y edificar.
- Doble granero: Está documentado en la dinastía IV pero existía antes. La mayoría de las veces el cargo de jefe del doble granero recaía en el chaty. Era un organismo que funcionaba como centro de aprovisionamiento y distribución de grano. Si consideramos que la cosecha producía suficiente para el mantenimiento alimenticio de la población, los excedentes eran sumamente resguardados ya sea para intercambiar con otros pueblos extranjeros o para suplir el faltante en épocas de bajas cosechas. Era una posición sumamente importante, ya que al carecer de unidad monetaria, muchas de las transacciones comerciales se hacían intercambiando cantidades de grano.
- Doble tesoro: Al final de la IV dinastía se encuentra documentado, por primera vez, el cargo de director aunque podría haber existido antes. Sufrió cambios en etapas posteriores. Estaba controlado por los visires que delegaban determinadas funciones en otros cargos. Hay fuentes que mencionan a jefes del tesoro a escala provincial. No solo se limitó a la conservación de metales preciosos sino también a productos de lujo, lino, materias primas escasas y productos manufacturados destinados a la tumba del faraón, aunque también se podían utilizar por personas particulares de alto rango. Principalmente tenía bajo sus funciones la recaudación de impuestos y contribuciones que se hacían jerárquicamente desde los diferentes nomos hasta llegar a la estructura centralizada a nivel del país.

Estas instituciones se adaptaron en función de la coyuntura política. Hubo otro ámbito compuesto por la administración relativa a los sistemas de registro con tres cuerpos: Archivos reales, Organismo central con el visir al frente o altos funcionarios bajo la supervisión del visir. A veces aparecieron dos funcionarios. Estaba muy jerarquizado, con el faraón por encima con especial atención. Se le concedía mucha importancia al documento escrito que se guardaba en los archivos. En época posterior al Imperio Antiguo este organismo se descentraliza en otros menores y al más importante de estos se le denominaba Oficina del visir y los Inventarios especializados.
En el Imperio Nuevo hubo una nueva centralización de los archivos bajo manos de los chatys con un control sistemático sobre todo lo escrito en estos archivos (dinastía XVIII).

#### El escriba

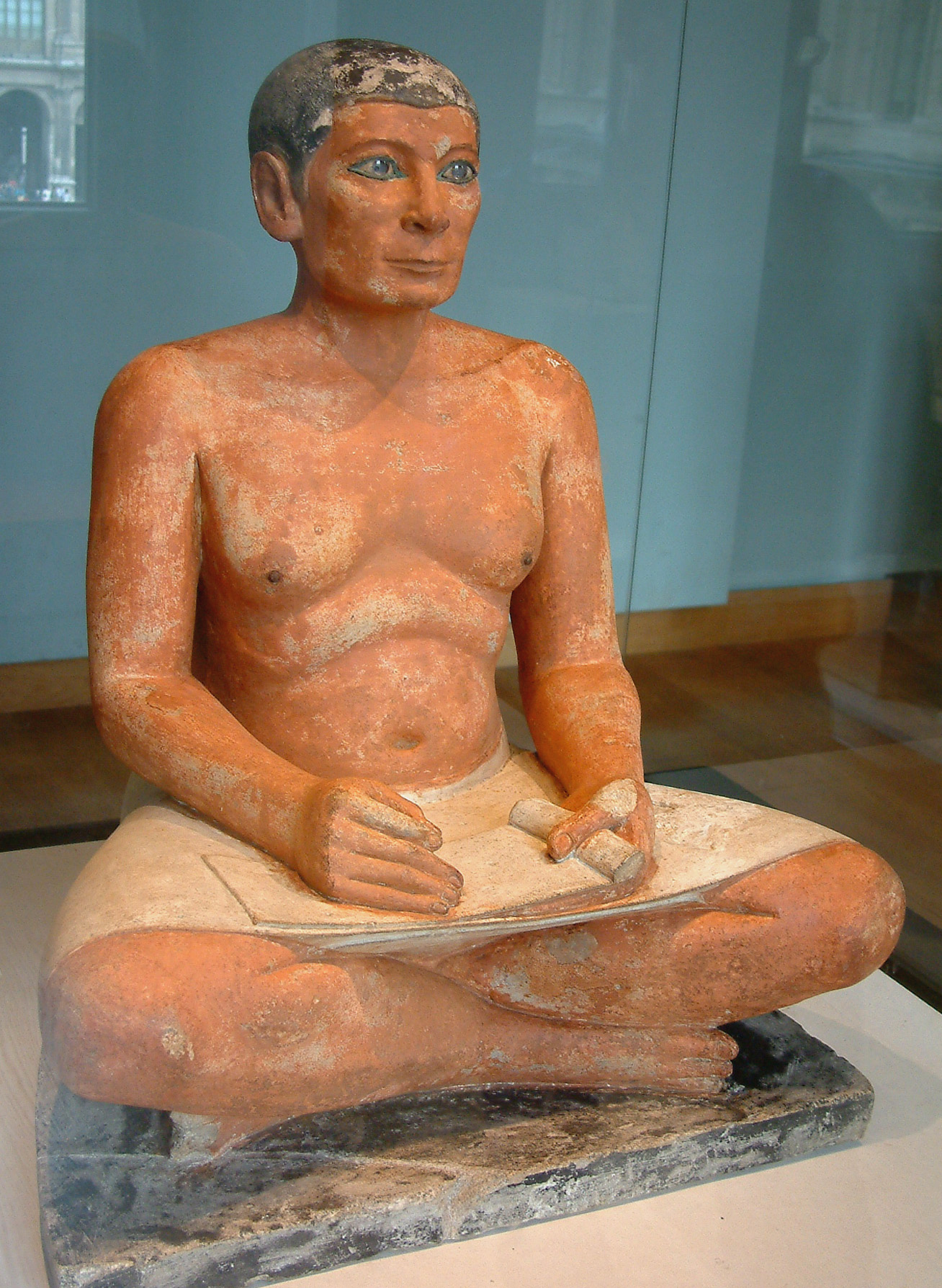
El escriba sentado. Louvre.

Toda la estructura burocrática del estado egipcio se sustentaba en unos servidores que acumulaba un alto grado de relevancia: los escribas.
Desde el momento que los egipcios dominaron la palabra escrita, aplicaron esta para aquellas tareas que demandaban un control minucioso, así los controles de crecida del río Nilo era una  Lo mismo sucedía para la ejecución de las gigantescas obras de arquitectura (por ej. las pirámides), las cuales demandaban todo un ejército de obreros que debían ser alimentados, vestidos y provistos de herramientas. Toda esta logística se organizaba gracias un sistema de registros que era mantenido por escribas.

#### El sacerdote
Egipto se componía de un conjunto de centros religiosos con deidades específicas que se distribuían a lo largo de todo el territorio de las dos tierras, así existía el clero de Heliópolis dedicado a Ra, el de Menfis a Ptah, el de Abidos a Osiris, el de Tebas a Amón, el de Ajmin al dios Min y así innumerables deidades eran adoradas.
Cada centro tenía un conjunto de templos, "Las Mansiones del Dios", en donde todo un cuerpo de sacerdotes, sacerdotisas y siervos se empleaban tanto para mantener el templo como para la organización del culto.
A su vez, cada templo era un centro de acumulación de conocimientos, haciendo que durante toda la historia de Egipto, el saber se compilaba en estos centros y se resguardaba para las futuras generaciones; algo así como nuestras bibliotecas actuales.
La

## Representación exterior del Egipto faraónico
Corresponde a agentes itinerantes sobre todo en materia de orden y justicia para hacer llegar a todos los rincones las órdenes del poder central. En la dinastía XVIII hay documentados dos tipos de mensajeros reales:
- Encargados de transmitir órdenes directamente los mensajes del faraón dentro y fuera de Egipto.
- Encargados de misiones diplomáticas muy delicadas que asumen personas de prestigio e incluso algunos visires son agentes itinerantes.

## Instituciones del Egipto periférico

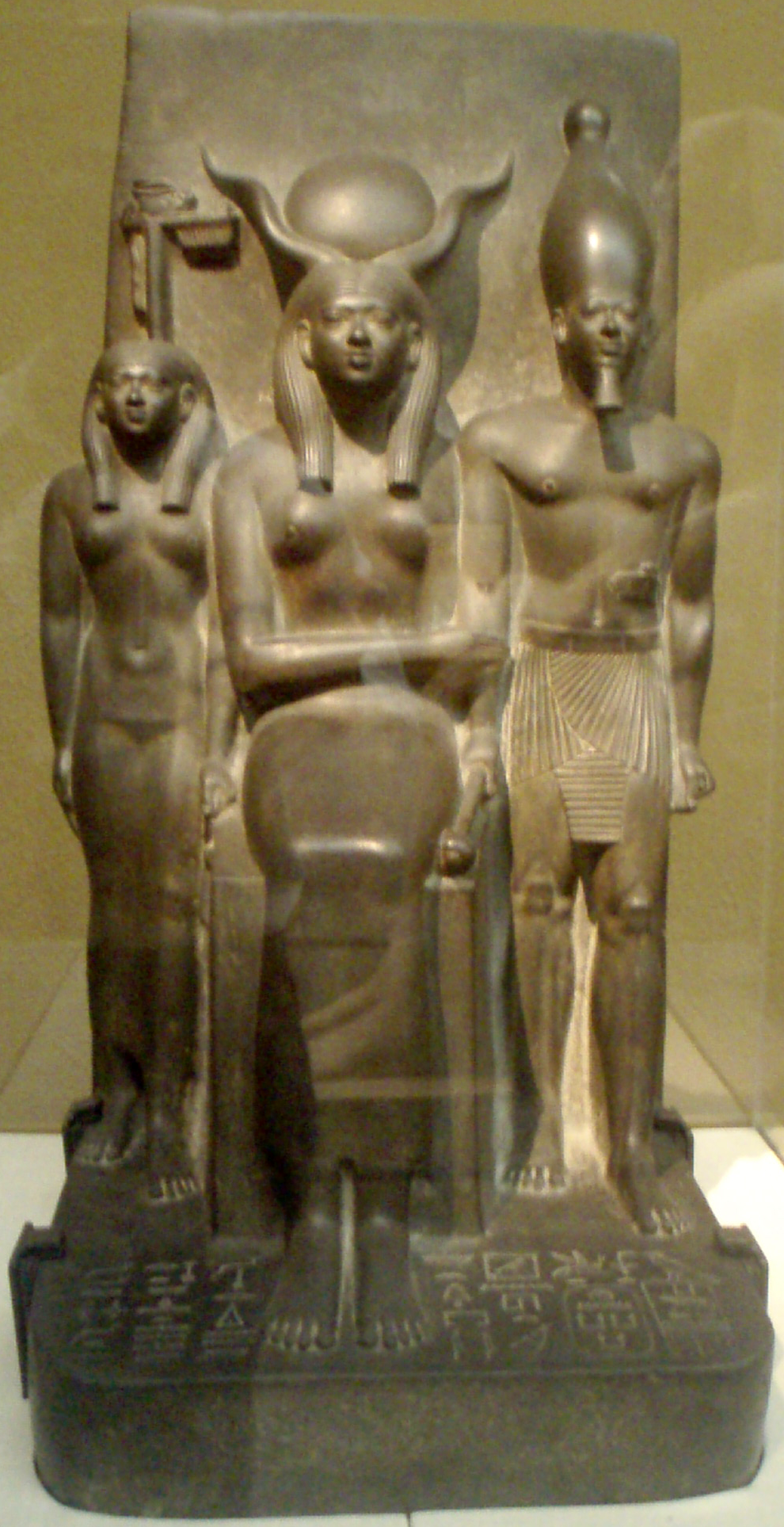
La tríada, con la diosa del nomo, Hathor, en el medio, y el faraón Menkaura.

La división política y geográfica de Egipto estaba dada antes de la reunificación del país como un todo, antes del mítico rey Narmer. La división era por ciertas provincias denominadas Nomos.  Estas provincias o nomos se identificaban por insignias locales que eran representaciones de elementos de la naturaleza y parecen ser herencia de los antepasados. Estaban administrados por jefes locales llamados nomarcas. Los documentos más antiguos que lo atestiguan corresponden a la dinastía II que en Egipto aparece como gobernador del Nomo, ya en la IV dinastía aparecen como el gobernador del dominio.
Las funciones de los primeros nomarcas no están claras, pero a partir de la dinastía V tenemos más información ya que aparece acompañado de títulos oficiales como el jefe de la gente del faraón, el encargado de los asuntos del faraón a escala local, jefe de las fortalezas (domino territorial) y jefe de las nuevas ciudades (colonización de territorios).
Los nomos estaban repartidos en los dos Egiptos de forma irregular en el tiempo; los nomarcas estaban sometidos a un jefe supremo que era el visir que debe controlar la gestión y delimitar su poder. En el Alto Egipto había 22 nomarcas, pero en el Bajo todos los nomarcas residían en Menfis y no en su nomo propio y eran 16. El número de nomos en el Bajo Egipto se incrementó, y estos nomos se vieron modificados administrativa y territorialmente. El nombramiento de los nomarcas se efectuaba desde los servicios centrales. Algunos nomarcas llegaron a administrar más de un nomo vecino con un aumento de poder y tendencia de la transmisión hereditaria. Las funciones administrativas se concentraban en el control de la explotación de tierras del nomo, control del catastro, control de la recaudación de impuestos y tributos locales, vigilar el estado de los canales y su mantenimiento y reparación. El nomarca era como un faraón en miniatura y estaba supeditado al faraón y al visir. El nomarca reproduce, a escala menor, los principales poderes de Egipto, atiendía las necesidades de la defensa territorial y ponía sus tropas al servicio del faraón. Dentro de los nomos las ciudades egipcias adquieren más poder e importancia.
Durante el transcurso del desarrollo de la civilización egipcia, los nomarcas existirían siempre, a veces con una autonomía reducida cuando el poder centralizante del faraón era fuerte; pero en períodos de crisis, los nomarcas capturaban gran capacidad de autonomía, logrando en muchos casos desbancar al faraón legítimo para usurpar el trono.

### Administración de los territorios ocupados
Al frente de estos territorios estaban funcionarios que forman parte de aparatos institucionales que controlaban las fronteras y varían en importancia y duración dependiendo de la época. Destaca en este sentido el Imperio Nuevo y la Dinastía XVIII, con el control de buena parte de Siria. Los funcionarios, al situarse en estas regiones ocupadas, utilizaban las estructuras ya existentes en esos lugares. Los textos de la época muestra altos funcionarios o indígenas siro-cananeos al servicio de Egipto en estos cargos. Muestra del poder de estos faraones son todos los documentos dirigidos por el faraón.
Especial relevancia ocupaba el delegado real en Nubia. Este territorio era celosamente guardado por los faraones, ya que era la zona de provisión de metales preciosos (oro en particular) como así también de maderas y ganado. El delegado real estaba nombrado como un virrey, con absoluta independencia de visir alguno, reportándole directamente al faraón mismo. Esta posición requería una estrecha confianza, lo que a menudo implicaba que era ejercida por un familiar cercano al faraón reinante.

## El papel de los templos

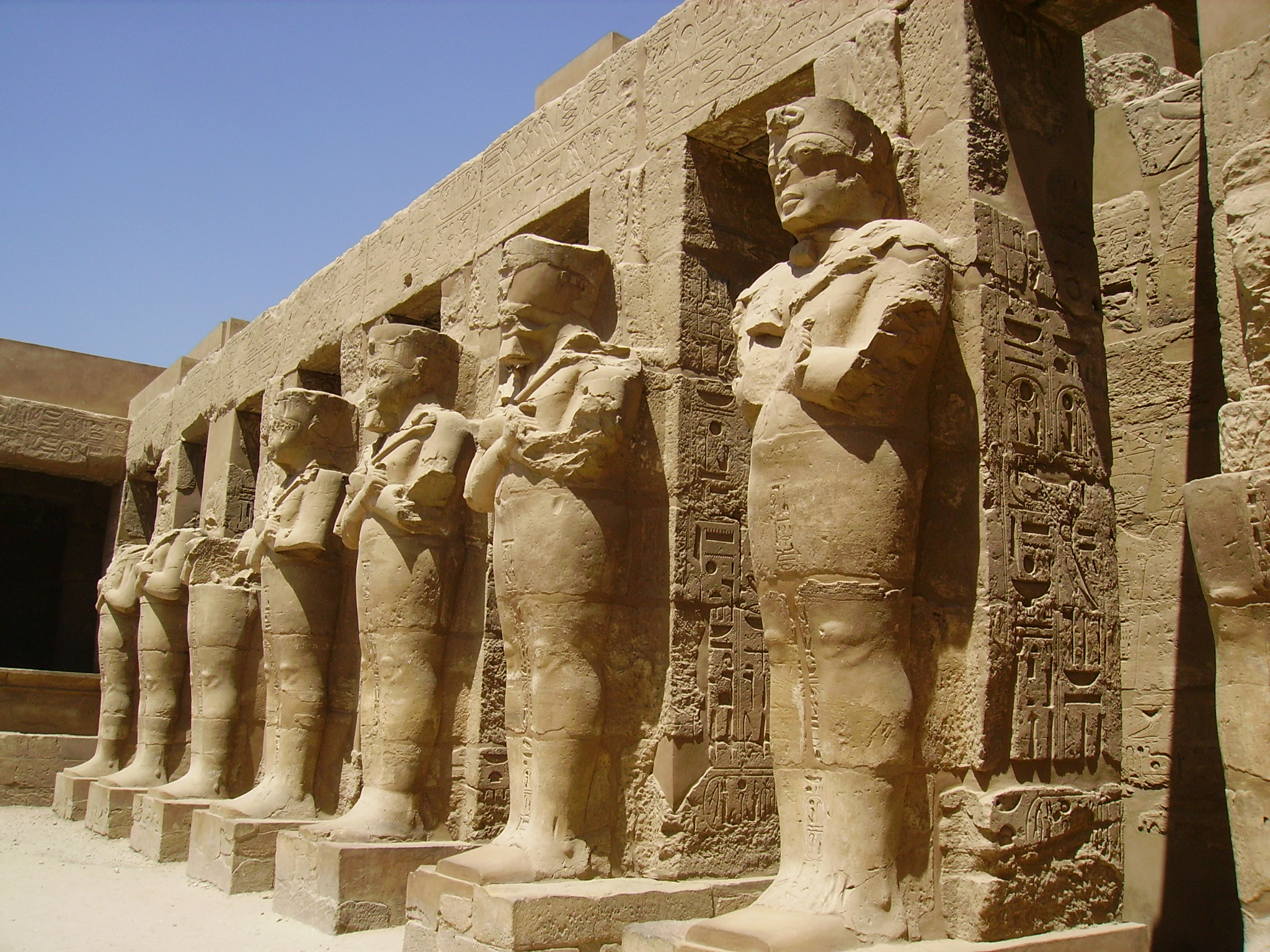
Templo de Karnak.

Los templos han jugado un papel muy importante a lo largo de la historia egipcia. Eran lugares de culto a divinidades. La religión era muy importante dentro de la esfera política. La influencia de los sacerdotes en los faraones fue considerable. Las donaciones del faraón a los templos propició que estos se enriquecieran y aumentaran el poder e importancia del clero. En la última fase del Imperio Nuevo, fue cuando recibieron más donaciones y exenciones de tributos.
Nunca existió una separación entre el poder político y religioso y los cargos institucionales ocupan competencias de ambos poderes. Esta mezcla de poderes permitió al estado controlar a los templos y los sacerdotes introducirse en asuntos de estado, benefician a una u otra esfera según la coyuntura política. Cabe hablar de dos tipos de templos: los de dioses, independientes, y los templos funerarios de los faraones, que son más importantes. Se piensa que los templos de los dioses serían una extensión de los funerarios y se ignora si tendrían autosuficiencia, dependerían de la estructura y control central del faraón en el Imperio Antiguo y Nuevo. En el Imperio Nuevo se dio un cambio sustancial porque la situación de los templos de los dioses se transformó en consonancia con las nuevas dinastías. Los faraones agasajaban a los dioses por las victorias militares. Desde la dinastía XVIII los templos prosperaron de modo que adquieren un papel predominante. Las donaciones reales a los templos son de mobiliario, artículos de lujo, tierras, personal de servicio, embarcaciones, construcción de nuevos templos dependientes del principal... Estas donaciones iban encaminadas a mantener el culto y la misión de los bienes de producción era asegurar los ingresos fijos.
Otro dato que confirma la creciente importancia de los templos independientes es que sustituyeron a las pirámides en la gran arquitectura egipcia. Las donaciones de Ramsés II son muy significativas, en sus 33 años de reinado concedió a los templos el 15% del suelo cultivable, más de 100000 personas como personal de servicio, casi 500000 cabezas de ganado, 88 embarcaciones...

## Propiedad privada
Se refiere a particulares de las clases altas de la sociedad que copan los puestos de altos funcionarios y algunos poseen propiedad muy importantes heredadas. Algunas de estas propiedades se han formado por donaciones del faraón y representan una gran distinción. Suelen ser bienes inmuebles de carácter hereditario e indivisible. Aunque todas las propiedades de Egipto pertenecen al faraón estaban sometidas estas tierras a una legislación particular.
El culto funerario estaba dentro del ámbito individual y se basa en el mantenimiento de un sacerdote, funcionario miembro de la familia, para asegurar el culto a ese difunto. En el Imperio Medio determinadas funciones de cargos públicos se podían traspasar a cargos privados. En el Imperio Nuevo se ve una mayor libertad, se abre el país y también el ámbito de la propiedad privada y se multiplican los contactos comerciales privados.

## Actividad comercial

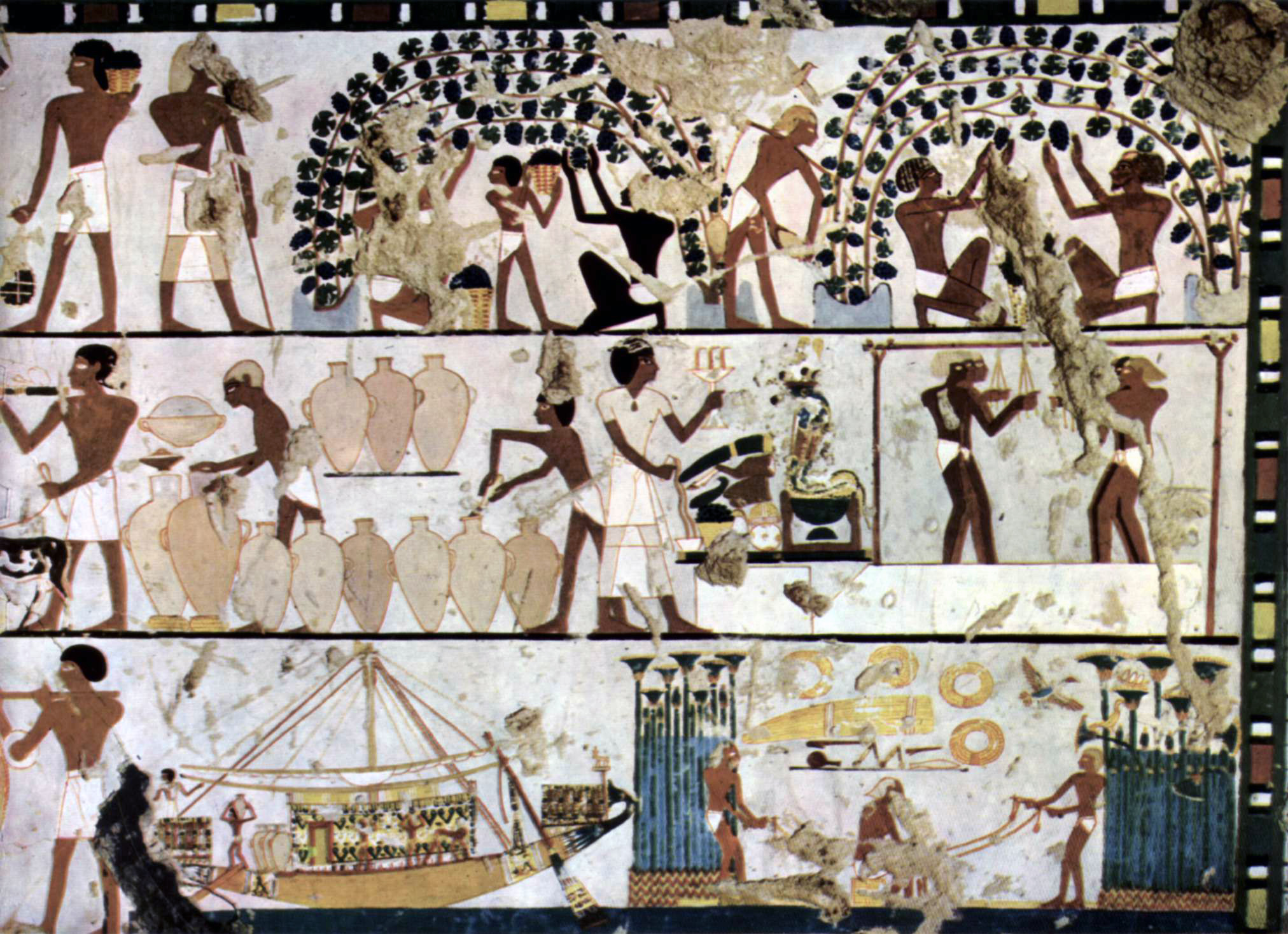
Pintura de una tumba egipcia donde se muestran distintas facetas de la vida cotidiana.

El comercio es importante para Egipto diferenciándose entre privado y oficial. El oficial tiene relaciones complejas entre las instituciones del estado y los estamentos que canalizan estas relaciones, que son tres: el papel de los jefes de diversas parcelas de poder, el papel de los escribas que registran importaciones y exportaciones y determinados particulares que estaban implicados en estas relaciones. Este comercio pretende satisfacer las necesidades económicas y de consumo de la sociedad. La información confirma la existencia de personas de estos ámbitos, comercio privado y oficial. Los que trabajan en el oficial reciben una compensación: alojamiento, salario en especie, trajes…
El comercio privado funciona por trueque y no estaba sometido a registro oficial pero, al parecer, este trueque parece ser elevado con productos de primera necesidad y también de lujo. En Egipto, el mercader aparece a partir del Imperio Nuevo y se piensa que bajo la influencia de Siria y Canaán.
El comercio exterior vive diferentes fases que corresponden:
- Imperio Antiguo, con el comercio exterior muy controlado por el estado está dirigido a Canaán y Nubia y tiene carecer oficial.
- Imperio Medio, se extiende también hacia Chipre y Siria, proporcionando importantes cantidades de productos foráneos; se empieza a detectar la iniciativa privada gracias a que el poder real delega en particulares y esto redunda en beneficio del visir. Hay una apertura del monopolio real del comercio exterior en beneficio de las manos privadas que tuvo los recursos necesarios para hacerse cargo de este comercio aunque los faraones son los que dirigen el sector.
- Imperio Nuevo, junto con el sector estatal la iniciativa privada incrementa sus relaciones con países extranjeros y también hay mercaderes extranjeros que comercian en Egipto privadamente y se liberaliza el sector.

## Catastro
Es el censo de las propiedades y propietarios registrado en el Antiguo Egipto. En el Imperio Medio se conoce la aparición del agrimensor (medidor de tierras), a lo que se dedica el escriba del catastro. Este título subsistió hasta el Imperio Nuevo cuando se le añaden otras funciones de carácter fiscal y judicial. También está documentado el Consejo del Catastro que es una asamblea constituida por el visir con competencias locales y por encima del Consejo estaba el jefe de campos que debe resolver todos los problemas agrícolas. Más tarde el escriba del catastro recaudará los tributos de los agricultores y levanta acta de ello. Además de los inmuebles también tiene en cuenta las propiedades pecuarias; este control es muy exhaustivo.

## Educación y cultura

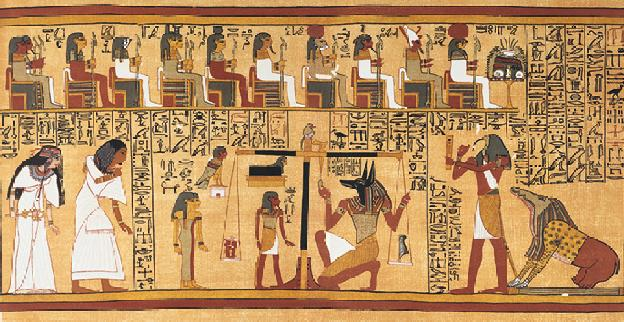
Fragmento en papiro del Libro de los muertos.

Es canalizada a través de la escuela. En Egipto existe la escuela desde las primeras fuentes escritas, donde 
irán los hijos de las clases más altas y los aprendices de escribas. Los príncipes de la familia real tienen una educación especial en palacio, en la Casa Jeneret, algo que se documenta desde el Imperio Antiguo. Además, el aprendizaje de lenguas extranjeras es también propio de las clases más altas.
Desde el antiguo Egipto nos ha llegado una forma famosa al culto mortuario.  Los egipcios fomentaban una manera muy intensa del culto a la muerte, porque creían que el alma (Ba en egipcio) y la conciencia (Ka) regresaban frecuentemente al munto de los vivos para intentar cuidarlos y guiarlos.  Para mantener el poder del alma y la conciencia eternamente, los egipcios crearon templos (Casas del Ka) donde llevaron a cabo oraciones y ceremonias por varias dinastías.
Los antiguos egipcios creían en la vida después de la muerte y que el cuerpo era necesario para almacenar el alma.  Usaban técnicas de momificación muy elaboradas para preserver el cuerpo. El lugar especial para el embalsamamiento era llamado “casa bella”.  Allí se removían los órganos internos; solamente se dejaba el corazón pues la momia lo necesitaría en la siguiente vida. Los embalsamadores hacían un corte en el lado izquierdo del cuerpo para remover los órganos internos y luego los secaban en frascos especiales llamados jarras canópicas. No veían valor en el cerebro, y éste era removido y descartado. El cuerpo era posteriormente cubierto en sales para absorber la humedad. A los 40 días la carne se había contraído, y la piel oscurecido, dejando solamente cabello, piel y huesos.  La cavidad corporal, ya seca, se rellenaba con resina, aserrín o lino para darle forma. Luego era cubierta con varias capas de bendajes de lino. Durante el proceso los sacerdotes colocaban amuletos protectores o de buena suerte en las capas. El proceso de momificación tomaba hasta 70 días.

## Derecho
Aunque no se ha encontrado ningún código de leyes egipcio existen referencias indirectas de la existencia de normas. Es de reconocer la gran importancia del juramento y los testigos en los actos económicos y legales. En este sentido se conocen variadas formas de juramento (por un dios, por varios, por el faraón...). Este juramento aseguraba la lealtad que también refiere al pasado y presente, no solo al futuro. Dentro del juramento se encuentra el juramento personal de carácter privado. También tienen destacado papel los testigos como elemento de garantía. El soporte de todo esto son documentos legales que se dividen en:
- Los relativos a cuestiones familiares o particulares: competen al derecho privado, salvo cuando se trata de la herencia de un cargo oficial dentro de la familia que se regula por el derecho oficial. Existe el divorcio, regulación de malos tratos, adulterio… todo esto regulado por el derecho privado. Lo que está claro es que la mujer estaba más desfavorecida a medida que avanzaron los tiempos. También se regulan las herencias en cumplimiento a la voluntad del difunto y las adopciones, que no siempre son de un niño.

La mayor parte de la documentación jurídica privada trata sobre contratos comerciales y se documenta desde el Imperio Antiguo. Se documentan los préstamos de materias primas.
- Derecho criminal: El primer paso era la denuncia y colocación del criminal ante el poder. Se han documentado casos de abuso de poder de funcionarios que eran vigilados, investigados e interrogados. Destacamos la función de los tribunales de justicia que tienen implantación local en ciudades con mediana autosuficiencia, documentados desde el 2600 a. C. Tiene un máximo responsable ante el faraón de la práctica de este ejercicio, que seguramente sería el visir, con una larga carrera administrativa. Su localización es provincial en los nomos y, algunas veces, tenían competencias comarcales. Cabe hablar de las reformas que son una puesta al día del derecho cuando se demanda y el responsable es el faraón que reforma las leyes.
- Contratos con el palacio o templo: son oficiales. Los sacerdotes intervienen en el derecho y las leyes. En todas las épocas los sacerdotes ejercían funciones de magistrados y los templos son los palacios de justicia, las sentencias adquieren allí un carácter divino, esta capacidad de administrar justicia se les otorga solo por ser sacerdotes. Son los profetas del santuario y se les considera autoridades morales e instruidos en leyes. El papel de los templos como ámbito de justicia los convierte también en órganos civiles.

El sistema de justicia egipcio presenta diversas administraciones de las penas, y una sentencia civil o religiosa podía declarar inocencia, culpabilidad y criminalidad en casos concretos. Está atestiguado la privación de libertad, obligación de trabajos forzados, castigos corporales y pena de muerte. En el Imperio Antiguo se amenaza con la pena de trabajar en las minas de granito y perder su ración de trigo y cebada por atentar contra el poder central. Un magistrado en caso de delito puede perder todas sus posesiones. En el Primer periodo intermedio de Egipto se confiscaban bienes de autores de estos sacrilegios. En el Imperio Nuevo se castiga físicamente con apaleamiento, mutilación, exilio y pena de muerte por empalamiento y ahogamiento.

## Ejército

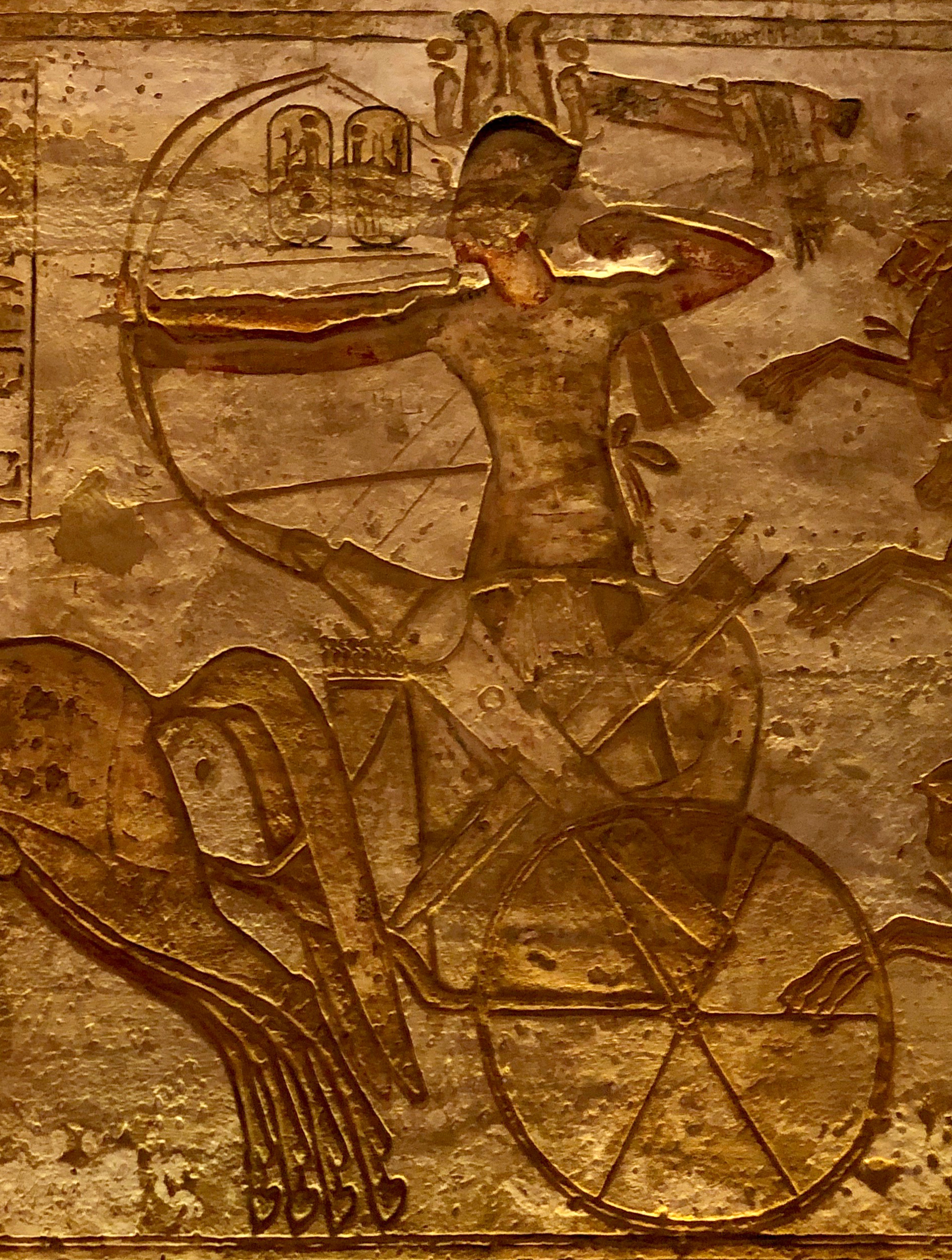
Representación de Ramsés II en la batalla de Kadesh, en el templo de Abu Simbel.

Estaba compuesto por personas del pueblo llano y la administración local los empleaba para el reclutamiento forzoso. Las funciones eran dentro de las categorías, un sector sirve exclusivamente al faraón, otra a la defensa del territorio, otras para mantener el oro en las provincias. Lo que llamamos infantería, en Egipto, lo constituye el gran ejército capaz de usar armas y defender el territorio, desde la época Tinita el ejército se encuentra bajo la dirección del faraón que comanda el ejército o delega en determinados familiares que son generales de confianza.
Además del ejército regular hay contingentes paramilitares que velan por la seguridad de los nomos y dependen de los nomarcas o alcaldes y, en caso de guerra, eran un importante refuerzo que asumen la función de tropas de vigilancia. El faraón tiene su escolta personal y una guardia de palacio, dos cuerpos de élite formados por personas de máxima confianza.
El ejército estaba dividido jerárquicamente y por encima estaba el faraón, sobre todo en el Imperio Nuevo donde este ejército es muy numeroso, las compañías de infantería son de 200 soldados con un jefe y se subdividen en cuatro secciones de cincuenta. 
El ejército tuvo una evolución acompañando el desarrollo de la civilización egipcia.
En sus comienzos del Imperio Antiguo sus armas no habían variado mucho respecto a la Edad de Piedra: lanzas con puntas de sílex, hachas con cabezas de huesos o sílex, bastones y mazas, arco simple con flechas de punta de sílex y el escudo hecho con cuero de animales a modo de cubierta.
Durante el Imperio Medio, el uso de los metales se intensificó, incorporando las espadas y dagas de bronce. Pero fue con la invasión y ocupación de los Hicsos donde el desarrollo en el arte bélico de los egipcios experimento su aceleración. Los Hicsos incorporaron dos elementos que resultaron un avance fenomenal: el caballo y el carro de guerra. Estos elementos unidos resultaron ser la fuerza decisiva en las batallas.
La guerra de liberación de los Hicsos modificó profundamente el rol del ejército, convirtiéndolo en algo central. El comienzo fue durante la dinastía XVII, de Tebas, quienes comenzaron la liberación y expulsión de los gobernantes Hicsos. De ahí en adelante, el ejercitó ya no sería una agrupación de súbditos reclutados para un fin determinado (por ej. una expedición a Nubia o al Sinaí), sino que sería un cuerpo permanente dedicado específicamente para la guerra. No es de extrañar que la máxima expansión territorial se daría bajo la Dinastía XVIII, en el reinado de Tutmosis III.
Fue durante el Imperio Nuevo cuando Egipto entró en la Edad de Hierro, comenzando a forjar armas con este metal y reduciendo el uso que se hacía hasta ese momento del Bronce. Otro cambio fundamental sería la introducción del arco compuesto, arma que permitía un alcance de entre 200 a 300 metros. Los egipcios desarrollaron temiblemente el uso de esta arma logrando una fama, mezclada con el temor de sus enemigos, que se mantendría hasta la conquista romana.